# Psilophana
Psilophana is een monotypisch geslacht van schimmels uit de orde Helotiales. Het bevat alleen Psilophana andina. De familie is nog niet eenduidig bepaald (incertae sedis).